# Alois Prasch
Alois Prasch (* 8. Oktober 1854 in Böhmisch Leipa; † 22. Februar 1907 in Prag) war ein österreichischer Schauspieler, Regisseur, Theaterdirektor und Schriftsteller.

## Leben
Alois Prasch wurde als Sohn des österreichischen Staatsanwalts Johann Prasch geboren. Nach dem Besuch des Gymnasiums in Prag, sollte er ein Jurastudium absolvieren, ging aber gegen den Willen der Eltern nach Wien, um eine Theaterlaufbahn einzuschlagen. Er erhielt dort eine Schauspielausbildung bei Strakosch und an der Theaterakademie Eduard Kierschners und debütierte 1875 in Linz. 1876 wurde er an das Hoftheater in Meiningen, 1878 an das Stadttheater in Frankfurt/Main und 1879 als erster jugendlicher Held an das Hoftheater in Karlsruhe verpflichtet. In Frankfurt wurde er Mitglied der Freimaurerloge Sokrates zur Standhaftigkeit. 1885 gründete er das Süddeutsche Hoftheater-Ensemble, mit dem er als Direktor und Oberregisseur auf Tournee ging. 1889 wurde er zum Direktor des Stadttheaters in Straßburg berufen und 1892 zum Intendanten am Hof- und Nationaltheater in Mannheim ernannt. 1895 ging Prasch nach Berlin, wo er die Leitung des Berliner Theaters übernahm. Vom Herbst 1897 bis 1898 übernahm er auch die Leitung des Theaters des Westens. Mit dieser Doppelfunktion hatte er sich künstlerisch und finanziell übernommen und musste schon 1898 von der Direktion des Theaters des Westens und 1899 auch von der des Berliner Theaters zurücktreten. Ab 1903 leitete er noch einmal das Theater des Westens, musste aber 1906 seine Stellung endgültig aufgeben und zog sich ins Privatleben zurück. Verheiratet war er mit Auguste Prasch-Grevenberg. Der gemeinsame Sohn war Rolf Prasch.

## Hauptrollen
Egmont, Mortimer, Faust, Hamlet, Melchthal, Prinz von Homburg und Tasso.

## Publikationen
Märchen und Festspiele u. a.: Dornröschen (1891), Hohenzollern (1894), Das tapfere Schneiderlein (1895) und Struwwelpeter (1902), Der Jägerwirt (Drama, Musik von Hans Steiner, 1887), Lieder eines Wandervogels (1899)